# Moorrinya-Nationalpark
Der Moorrinya-Nationalpark (englisch Moorrinya National Park) ist ein Nationalpark im Zentrum des australischen Bundesstaates Queensland.

## Lage
Er liegt 1.061 Kilometer nordwestlich von Brisbane und 90 Kilometer südöstlich von Hughenden.
In der Nachbarschaft liegen die Nationalparks Forest Den, White Mountains und Porcupine-Gorge.

## Geschichte
Im Gebiet des heutigen Nationalparks wurde in den 1940er Jahren eine Schafzuchtstation namens Shirley Station gegründet. Ende der 1970er Jahre ging man zur Rinderzucht über. 1993 wurde die Station aufgelöst und stattdessen der Nationalpark etabliert. Heute noch kann man die Überbleibsel der Station im Park sehen.

## Landesnatur
Der Park besteht aus flachem, trockenem Steppenland, das von mehreren kleinen Wasserläufen durchzogen wird. Diese gehören zum Einzugsgebiet des Lake Eyre.

## Flora und Fauna
Vorherrschende Vegetation ist Grasland. Es gibt aber auch lichte Eukalyptus- und Akazienwälder, ebenso wie Myrtenheiden.
Im Park findet man die typische Tierwelt des australischen Outbacks wie Kängurus, Koalas, Emus und Dingos. Daneben gibt es auch seltene und bedrohte Tierarten wie den Milanweih (Lophoictinia isura), die Buchstabentaube und die Julia-Creek-Schmalfuß-Beutelmaus (Sminthopsis douglasi).

## Einrichtungen
Zelten ist im Park erlaubt. Empfohlen wird hierfür die ehemalige Unterkunft der Schafscherer. Es gibt einen angelegten Wanderweg, den Bullock Creek Walk (200 Meter). Am Bullock Creek kann man Fische beobachten.

## Zufahrt
Der Moorrinya-Nationalpark ist vom Flinders Highway (Ausfahrt Torrens Creek, 58 Kilometer östlich von Hughenden) aus zu erreichen. Man biegt dort nach Süden auf die Aramac – Torrens Creek Road ab und folgt dieser 90 Kilometer weit. Von Süden aus verläuft die Anfahrt über den Capricorn Highway, den man in Barcaldine Richtung Norden verlässt. Über Aramac erreicht man nach 246 Kilometern den Park. Die Straßen zum und im Park sind nicht befestigt, sodass die Benutzung allradgetriebener Fahrzeuge angeraten wird. In der Regenzeit (November–April) können diese Straßen unbenutzbar und der Park geschlossen sein.